# Nyctimene rabori
Nyctimene rabori är en däggdjursart som beskrevs av Heaney och Peterson 1984. Nyctimene rabori ingår i släktet Nyctimene och familjen flyghundar. IUCN kategoriserar arten globalt som starkt hotad. Inga underarter finns listade.
Denna flyghund förekommer på olika öar i Filippinerna, bland annat på Negros. Arten vistas i kulliga områden och i bergstrakter upp till 1300 meter över havet. Habitatet utgörs av olika slags skogar och individerna hittas ofta nära vattenansamlingar.
Arten är en av de större i släktet. Underarmarnas längd som bestämmer djurets vingspann är 7 till 8 cm. Honor har en gyllene brun päls och hannar är något mörkare. Liksom hos andra arter av samma släkte finns gula fläckar på kroppen. Dessutom har individerna en mörk längsgående strimma på ryggens mitt. Den absoluta kroppslängden är cirka 14 cm, inklusive en 2,5 cm lång svans. De rörformiga näsborrarna som är typiska för hela släktet är cirka 6 mm långa.
Antagligen äter arten främst frukternas juice samt några insekter. Honor som hade mjölk i spenarna och hanar som var parningsberedda hittades under maj och juni. Därför antas att fortplantningen sker under dessa månader.